# Торрас Бадоса, Хорди
Хорди (Жорди) Торрас Бадоса (исп. Jordi Torras Badosa; 24 сентября 1980, Барселона, Испания), более известный как просто Торрас — испанский футболист, игрок в мини-футбол. Бывший защитник испанского клуба «Барселона» и сборной Испании.

## Биография
Торрас начинал свою карьеру в «Барселоне», представляя клуб из родного города на протяжении семи лет. Затем, поиграв в «Мира Марторели» и «Картахене», он стал игроком мадридского клуба «Интер Мовистар». В его составе Торрас стал чемпионом, а также обладателем кубка и суперкубка Испании. На международной арене его также ждали успехи: открыв счёт в финале кубка УЕФА по мини-футболу против российского клуба «ВИЗ-Синара», он помог своему клубу стать победителем турнира. Также он становился обладателем Межконтинентального кубка и Кубка обладателей кубков.
В 2010 году Торрас вернулся в «Барселону».
В составе сборной Испании по мини-футболу Торрас стал чемпионом мира 2004. А на следующем чемпионате мира именно его гол позволил перевести финальный матч против бразильцев в дополнительное время, точно так же как его промах в серии пенальти вывел впоследствии победивших южноамериканцев вперёд. Также Торрас четырежды праздновал победу в чемпионате Европы по мини-футболу.

## Достижения
- Чемпион мира по мини-футболу 2004
- Серебряный призёр чемпионата мира по мини-футболу 2008
- Чемпион Европы по мини-футболу (4): 2005, 2007, 2010, 2012
- Кубок УЕФА по мини-футболу (2): 2008-09, 2011-12
- Обладатель Межконтинентального кубка 2008
- Чемпион Испании по мини-футболу (4): 2007/08, 2010/11, 2011/12, 2012/13
- Обладатель Кубка Испании по мини-футболу (4): 2009, 2011, 2012, 2013
- Обладатель Суперкубка Испании по мини-футболу (2): 2007/08, 2008/09
- Обладатель Королевского кубка Испании по мини-футболу (3): 2011, 2012, 2013
- Обладатель Кубка обладателей кубков по мини-футболу 2008